# Mordvini
Mordvini, Mordovci ili Mordva (erzjanski: эрзят, mokša: мокшет, ruski: мордвины, мордовцы ili мордва) ugro-finski su narod, koji pretežno živi u Rusiji, odnosno u Republici Mordoviji, u kojoj čini 40 % stanovništva, i u kojoj predstavlja drugi narod po brojnosti, poslije Rusa (53,4 %). Mordvini su većinom pravoslavne vjeroispovijesti, a govore dva blisko srodna, i jedina dva modrvinska jezika – erzjanski (Erzjani) i mokšanski (Mokšani), koji spadaju u ugro-finsku grupu uralske porodice jezika. Pismo je adaptirana ruska ćirilica. Mordvinska narodna nošnja bila je obdarena karakterističnim svojstvima, poput posebnog kroja, platna i ukrasa. 

## Etimologija
Prvobitno ime Mordva i Mordvini, javlja se s mongolskom invazijom početkom 11. stoljeća. Pretpostavlja se da riječ Mordva potječe od iranske (skitske) riječi mirde, što znači „čovjek, muž, suprug“. Slično značenje ima i ime susjednoga naroda Mari.

## Vanjske poveznice
- Mordvini Hrvatska enciklopedija
- Mordvini, Proleksis enciklopedija
- Мордва, Enciklopedijski rječnik Brockhausa i Efrona
- Мордва, Velika sovjetska enciklopedija
- МОРДВА́  Arhivirana inačica izvorne stranice od 8. svibnja 2020. (Wayback Machine), Velika ruska enciklopedija